# Chantiers et Ateliers Augustin Normand
Chantiers et Ateliers A. Normand était un chantier naval français au Havre, développés par Jacques-Augustin Normand. Ils étaient réputés pour la construction de petits navires de guerre au début du XXe siècle.
Ils ont également développé la chaudière Normand, une des premières conceptions de chaudière à tubes d'eau à trois fûts. 

## Histoire
Le chantier de construction navale Normand a été créé à Honfleur en 1738 par François Normand (1697-1772). Il s'est transmis au fil des générations jusqu'à la fin des guerres napoléoniennes. En 1816, Augustin Normand a 24 ans et décide de quitter Honfleur et de créer un chantier au Havre, dans le quartier du Perrey.
Ce chantier va participer activement à tous les progrès de la construction navale de 1816 à 1962 : navires à vapeur et roues à aubes, constructions en fer, mise au point de l'hélice moderne, clippers rapides et pilotes de la Manche, machines à vapeur à expansion multiple, torpilleurs rapides et contre-torpilleurs, avisos, construction de moteurs diesel, sous-marins, chalutiers à pêche par l'arrière, etc.
Sur les injonctions de l'État, les divers chantiers de la basse-Seine se regroupent en 1963 et donneront naissance ultérieurement aux Ateliers et chantiers du Havre (ACH) qui disparaîtront en 1999.
Sur l'emplacement des anciens Chantiers Augustin-Normand au Havre, face à l'entrée du port, a été construit un ensemble immobilier « La résidence de France ».

## Réalisations
La renommée internationale des Chantiers Normand du Havre contribue à amplifier les commandes étrangères et l’exploitation de licences. Le « marketing » du chantier se fait par les relations professionnelles (Naval Architects), la publication d’études techniques et la participation à des manifestations publiques, telles les grandes expositions universelles : LE HAVRE (1887), PARIS (1889), CHICAGO (1893) et PARIS (1900), à titre d’exemples. À la fin du XIXe siècle, les chantiers Normand et son directeur ont acquis une solide réputation nationale et internationale. Le Président de la République Félix Faure, un havrais, fait une visite officielle du chantier en 1895, Jacques-Augustin est consulté à la chambre des Députés pour les questions concernant la Marine et reçoit plusieurs décorations et prix français et étrangers.
Pendant 36 années, sous la direction de Jacques-Augustin Normand, les chantiers construiront environ 270 navires dont 103 torpilleurs pour la Marine française, 20 pour les Marines étrangères, 53 autres navires, canonnières et avisos, voiliers, paquebots, navires de commerce et 94 canots de sauvetage. Une moyenne de 7,5 par an ! À sa mort prématurée en 1906, à 67 ans, il laisse une œuvre considérable et des publications scientifiques sur de nombreux sujets (dynamique du navire, stratégie navale, machines, hélices, similitude, algèbre et astronomie). Il laisse les commandes du chantier familial à ses deux sœurs et à son fils aîné qui a 25 ans.

### Torpilleurs

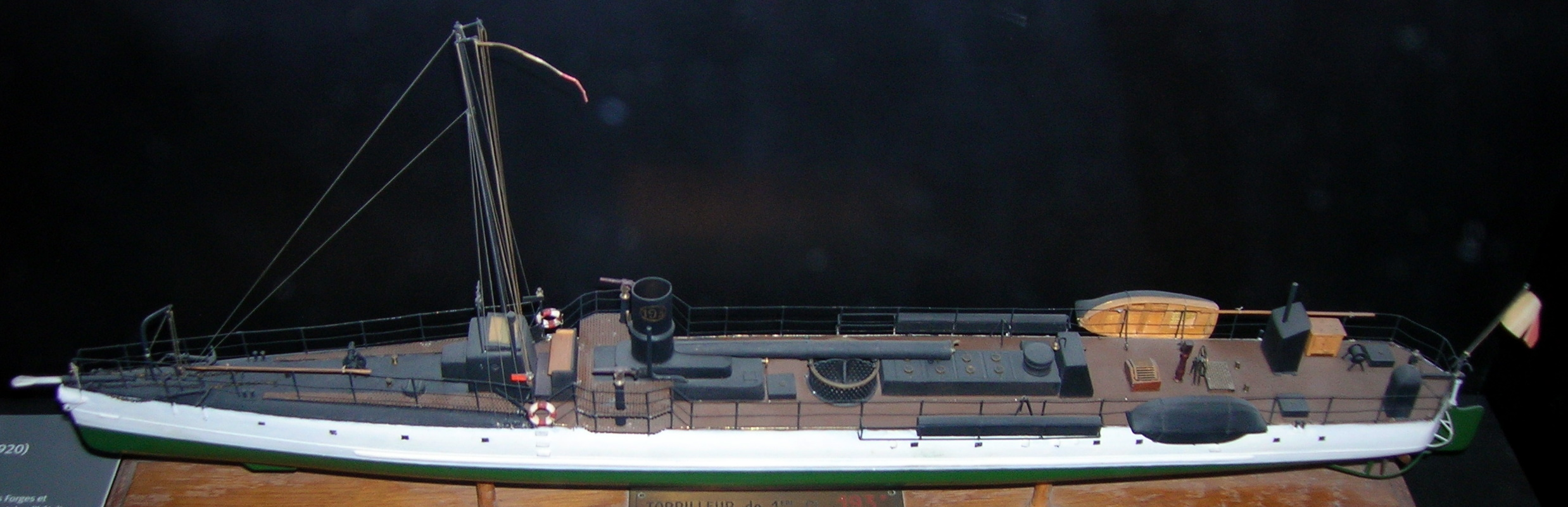
Maquette du torpilleur No 193, type 126 Normand. Musée national de la Marine, Paris.

Le premier torpilleur construit en France en 1875 avait atteint 15 nœuds. Les premiers torpilleurs Normand atteignent déjà 20 nœuds avec une machine de 500 chevaux, trois ans plus tard. La progression des performances est spectaculaire. Ainsi, en 1895, Jacques-Augustin Normand détient le record mondial de vitesse en mer à 31,029 nœuds avec Forban, un torpilleur de 44 mètres et équipé de deux machines Normand d’une puissance de 4000 chevaux. Il sera si réputé pour ce type de petits navires rapides que de nombreux pays en commanderont pour leur marine de guerre. On verra ainsi des torpilleurs Normand s’affronter dans les batailles navales de la guerre entre la Russie et le Japon (bataille de Tsushima en 1905).
Jacques-Augustin Normand construira une centaine de torpilleurs pendant près de 30 années jusqu’à sa mort en 1906. Au début du XXe siècle, les marines de guerre commandèrent des contre-torpilleurs (« destroyer » en anglais), plus grands et plus rapides, pour constituer des navires de haute mer destinés à lutter contre les petits torpilleurs et les sous-marins qui en étaient à leurs débuts. Les chantiers Normand participèrent activement à ces deux nouvelles conceptions de la guerre navale.

### Autres réalisations civiles
Sur le plan commercial et civil, les paquebots de l’estuaire de la Seine perdurèrent avec succès jusqu’à l’établissement de lignes ferroviaires reliant à Paris, Caen et les plages de Basse-Normandie. Jacques-Augustin Normand, avant 1900, assure la relève des vieux bâtiments construits par son père. Ainsi naîtront l’Hirondelle, Le Rapide, Gazelle et, le dernier, l’Augustin Normand en 1892.
Les performances des coques et machines Normand apportèrent aussi des commandes « anecdotiques » au chantier Havrais. On peut citer Gitana II, un yacht rapide de 37 mètres pour la Baronne de Rothschild construit en 1897, qui fut démonté, transporté par chemin de fer et remonté sur le Lac Léman. On dit que c’est en allant rencontrer son amie la Baronne sur son yacht, que l’Impératrice d’Autriche, Sissi, fut assassinée à Genève en 1898.
Un autre yacht à moteur, de 37 mètres également, Aigrette fut livré pour le Canal de Suez, en 1906, pour consacrer son succès qui, comme l’avait prédit Ferdinand de Lesseps en 1870, s’était bien accompli, un peu grâce au chantier Normand du Havre et des machines à vapeur économiques de Benjamin Normand.

### Réalisations civiles
| ANNEE | NOM                          | CATEGORIE            | OBSERVATIONS                                 | LONGUEUR M |
| 1871  | COURS APRES                  | Bateau-pilote        | pour M. ROUSSEL                              | 13.85      |
| 1872  | MAITRE PIERRE                | Bateau-pilote        | Pour M. Louis GUERRIER                       | 13.05      |
| 1872  | AVANT-PORT                   | Remorqueur en fer    | Pour M. Jeanne DESLANDES                     | 20         |
| 1873  | CHARLES HENRY                | Plate de pêche       | pour M. CHAUMELLE                            | 11         |
| 1874  | 6 CHALOUPES                  | Chaloupe             | Service colonial Cochinchine                 | 13         |
| 1874  | PHRYNE                       | Yacht                | pour M. ESCARAGUEL                           | 19         |
| 1875  | 2 CHALANDS                   | Chalands charbonnier | pour la Cie Transatlantique                  | 16         |
| 1875  | HIRONDELLE                   | Paquebot             | Service LE HAVRE - CAEN                      | 44         |
| 1875  | HIRONDELLE                   | Plate                | pour le service de pilotage à Cayenne        | 12.16      |
| 1875  | ZEMAJTAJ (VELOX)             | Yacht goélette       | pour Le Prince TYSKIEWIEZ de Russie          | 37         |
| 1876  | PILOTE no 16 MARIE           | Bateau-pilote        | pour M. Armand PICARD                        | 12.6       |
| 1878  | PILOTIN                      | Bateau-pilote        | Service du pilotage de l'Etat                | 14         |
| 1878  | CHALOUPE                     | Chaloupe             | Service colonial Cochinchine                 | 13         |
| 1878  | COLIBRI                      | Cotre                | Service des douanes du Gabon                 | 13.2       |
| 1879  | COURRIER                     | bateau               | Service de la Marine au Gabon                | 14         |
| 1879  | PILOTE no 26 MARIE AUGUSTINE | Bateau-pilote        | pour M. MERIEULT                             | 13         |
| 1879  | MARONI                       | Plate                | Service du pénitencier de Guyane             | 13.2       |
| 1880  | 5 CHALANDS                   | Chaland              | Service des Ponts & Chaussées Basse-Seine    | 25.5       |
| 1880  | RAPIDE                       | Paquebot             | pour la Cie Normande Le Havre-Trouville-Caen | 45.7       |
| 1881  | CHALAND EN FER               | Chaland              | Service du balisage Basse-Seine              | 15         |
| 1881  | HARENG                       | Cotre                | Service de la manche et mer du Nord          | 16.5       |
| 1881  | SARDINE                      | Cotre                | Service de la manche et mer du Nord          | 16.5       |
| 1881  | VIGIE                        | Plate                | pour le service de pilotage en Guyane        | 13.2       |
| 1883  | GAZELLE                      | Paquebot             | pour la Cie Normande Le Havre-Trouville-Caen | 46         |
| 1884  | 4 CANOTS VEDETTE             | Canot vedette        | Pour l'ETAT                                  | 10         |
| 1884  | EPERLAN                      | Cotre                | Garde -pêche pour l'ETAT                     | 19         |
| 1884  | MUTIN                        | Cotre                | Ecole de Pilotage pour l'ETAT                | 17         |
| 1884  | RAILLEUR                     | Cotre                | Ecole de Pilotage pour l'ETAT                | 17         |
| 1886  | GOELO                        | Cotre Yacht          | pour M. MANDROT                              | 16         |
| 1889  | HIRONDELLE                   | Cotre                | pour le service de pilotage en Guyane        | 14         |
| 1890  | CORMORAN                     | Cotre                | Garde -pêche station de Granville            | 14         |
| 1892  | AUGUSTIN-NORMAND             | Paquebot             | pour la Cie Normande Le Havre-Trouville-Caen | 48         |
| 1897  | GITANA II                    | Yacht                | Pour La Baronne de ROTSCHILD                 | 37         |
| 1906  | AIGRETTE                     | Yacht                | Pour la Cie du Canal de Suez                 | 37         |
| 1907  | NEDDA                        | Yacht                | Pour le Comte d'HAUTPOUL                     | 13.1       |

### Canots de sauvetage
| ANNEE | NOM                          | CATEGORIE                    | LONGUEUR M |
| 1874  | NOUVEAU DUNKERQUE            | Canot de sauvetage en bois   | 9.78       |
| 1875  | AMIRAL COURBET               | Canot de sauvetage en bois   | 9.78       |
| 1875  | RAOUL GUERIN                 | Canot de sauvetage en bois   | 9.78       |
| 1876  | ?                            | Canot de sauvetage en bois   | 9.78       |
| 1876  | N.D DE SALUT                 | Canot de sauvetage en bois   | 9.78       |
| 1876  | VILLE DE BONTEAUX            | Canot de sauvetage en bois   | 9.78       |
| 1878  | BERTHE MADELEINE             | Canot de sauvetage en bois   | 9.78       |
| 1878  | ST PHILLIPE & STE JEANNE     | Canot de sauvetage en bois   | 10.1       |
| 1879  | RIGAULT DE GENOUILLY         | Canot de sauvetage en bois   | 11.5       |
| 1880  | FOUBERT DE BIZY              | Canot de sauvetage en bois   | 10.1       |
| 1880  | JURIEN DE LA GRAVIERE        | Canot redressable en tôle    | 10         |
| 1880  | no 4                         | Canot redressable en tôle    | 11         |
| 1882  | ?                            | Canot de sauvetage en bois   | 10.1       |
| 1882  | MARIE-THERESE                | Canot de sauvetage en bois   | 10.1       |
| 1882  | VAUVERT DE MEAN              | Canot de sauvetage en bois   | 10.1       |
| 1883  | DE CHATEAUVILLARD            | Canot de sauvetage en bois   | 10.1       |
| 1883  | no 2 LECROISEY               | Canot redressable en tôle    | 11         |
| 1884  | ANAIS                        | Canot de sauvetage en bois   | 11.5       |
| 1884  | LE BRETON                    | Canot de sauvetage en bois   | 10.1       |
| 1884  | VIANNA                       | Canot de sauvetage en bois   | 10.1       |
| 1885  | DE CHATEAUVILLARD            | Canot de sauvetage en bois   | 10.1       |
| 1887  | BLANCY                       | Canot de sauvetage en bois   | 8.6        |
| 1887  | ELME ET SOPHIE               | Canot de sauvetage en bois   | 10.1       |
| 1888  | COLOMBA                      | Baleinière en bois type Wolf | 8          |
| 1888  | LA SECOURADE                 | Baleinière en bois type Wolf | 8          |
| 1888  | MAMAN POYDENOT               | Canot de sauvetage en bois   | 10.1       |
| 1889  | IMMACULEE CONCEPTION         | Baleinière en bois type Wolf | 8          |
| 1889  | LOUIS MERET no 1             | Baleinière en bois type Wolf | 8          |
| 1889  | OLIVIER MOISY                | Baleinière en bois type Wolf | 8          |
| 1889  | LE DUNKERQUE                 | Canot de sauvetage en bois   | 10.1       |
| 1889  | SOPHIE JEANNE DE ST FARON    | Canot de sauvetage en bois   | 10.1       |
| 1890  | EUGENE VIENNOT               | Canot de sauvetage en bois   | 10.1       |
| 1891  | AMIRAL ROZE                  | Canot de sauvetage en bois   | 10.1       |
| 1891  | LOUISE ET AMELIE             | Canot de sauvetage en bois   | 10.1       |
| 1892  | PIERRE LONQUETY              | Canot de sauvetage en bois   | 10.1       |
| 1893  | MICHEL CABIEU                | Baleinière en bois type Wolf | 8          |
| 1893  | AMIRAL RIBOURET              | Canot de sauvetage en bois   | 10.1       |
| 1894  | AMIRAL ROUSSIN               | Canot de sauvetage en bois   | 10.1       |
| 1894  | COMMANDANT GARREAU           | Canot de sauvetage en bois   | 10.1       |
| 1894  | HENRI MUNIER                 | Canot de sauvetage en bois   | 10.1       |
| 1894  | STE MADELEINE & STE VICTOIRE | Canot de sauvetage en bois   | 10.1       |
| 1895  | MARIE RUSSE                  | Canot de sauvetage en bois   | 10.1       |
| 1896  | no 1 MENCION                 | Canot redressable en tôle    | 11         |
| 1897  | Cdt PHILIPPE DE KERHALLET    | Canot de sauvetage en bois   | 10.1       |
| 1897  | GEORGES & MARIE COPIN        | Canot de sauvetage en bois   | 10.1       |
| 1897  | MAZERES                      | Canot de sauvetage en bois   | 10.1       |
| 1897  | SAINT CHARLES                | Canot de sauvetage en bois   | 9.78       |
| 1897  | ?                            | Canot inchavirable en bois   | 8.6        |
| 1897  | PASCAL DE COURSY no 1        | Canot insubmersible en bois  | 4.1        |
| 1897  | PASCAL DE COURSY no 2        | Canot insubmersible en bois  | 5          |
| 1898  | AMIRAL LALANDE               | Canot de sauvetage en bois   | 10.1       |
| 1898  | EDMEE ET RENE                | Canot de sauvetage en bois   | 10.1       |
| 1898  | LA PROVIDENCE                | Canot inchavirable en bois   | 11         |
| 1899  | AMICIA                       | Canot de sauvetage en bois   | 10.1       |
| 1899  | COMTE & COMTESSE DU DOGNON   | Canot de sauvetage en bois   | 10.1       |
| 1900  | JEAN DUFOUR                  | Baleinière en bois type Wolf | 8          |
| 1900  | LOUISE RENE MILLET           | Baleinière en bois type Wolf | 10.1       |
| 1900  | AMIRAL LAFONT                | Canot de sauvetage en bois   | 9          |
| 1900  | AUGUSTIN CARRE               | Canot de sauvetage en bois   | 9          |
| 1900  | Cte & Ctesse FOUCHER de ST F | Canot de sauvetage en bois   | 10.1       |
| 1900  | PAPA POYDENOT                | Canot de sauvetage en bois   | 10.1       |
| 1900  | SAINTE REINE                 | Canot de sauvetage en bois   | 10.1       |
| 1901  | BENOIT CHAMPY                | Canot de sauvetage en bois   | 10.1       |
| 1901  | EUGENE DUCLERC               | Canot de sauvetage en bois   | 9          |
| 1901  | EUGENE VIENNOT               | Canot de sauvetage en bois   | 11         |
| 1901  | MADELEINE                    | Canot de sauvetage en bois   | 10.1       |
| 1901  | ROSALIE MARCHAIS             | Canot de sauvetage en bois   | 10.1       |
| 1902  | Cdt AUGUSTIN THOMASSIN       | Canot de sauvetage en bois   | 10.1       |
| 1902  | GABIOU CHARRON no 1          | Canot de sauvetage en bois   | 10.1       |
| 1902  | GABRIEL THOMASSIN            | Canot de sauvetage en bois   | 10.1       |
| 1902  | LE DOCTEUR COMME DE BREST    | Canot de sauvetage en bois   | 10.1       |
| 1902  | ST PIERRE GEMGEZ             | Canot de sauvetage en bois   | 10.1       |
| 1903  | BELLOT-VILLEMOT              | Canot de sauvetage en bois   | 10.1       |
| 1903  | GENERAL BEZIAT               | Canot de sauvetage en bois   | 10.1       |
| 1903  | MARIE                        | Canot de sauvetage en bois   | 10.1       |
| 1903  | no 3                         | Canot redressable en tôle    | 11         |
| 1904  | AMIRAL BARRERA               | Canot de sauvetage en bois   | 10.1       |
| 1904  | AMIRAL MALLET ATHANASE       | Canot de sauvetage en bois   | 10.1       |
| 1904  | EMILIE ROBIN                 | Canot de sauvetage en bois   | 10.1       |
| 1904  | LUCIEN MARIE                 | Canot de sauvetage en bois   | 10.1       |
| 1906  | ERNEST CREVAT-DURAND         | Canot inchavirable en tôle   | 8.6        |

### Réalisations pour la marine française
| ANNEE | NOM                             | CATEGORIE                | LONGUEUR M | TONNAGE déplacement | PUISSANCE CV | vitesse aux essais |
| 1873  | BISSON                          | Aviso                    | 60.8       | 810                 | 700          |                    |
| 1874  | LA BOURDONNAIS                  | Aviso                    | 60.8       | 810                 | 700          |                    |
| 1876  | HUSSARD                         | Aviso                    | 61.55      | 810                 | 700          |                    |
| 1877  | LANCIER                         | Aviso                    | 61.55      | 810                 | 700          |                    |
| 1878  | Porte-Torpilles no 20           | Porte-Torpilles          | 27.3       | 30.14               | 498          | 18.248             |
| 1878  | ROMANCHE                        | Aviso de transport       | 63.7       | 1584                | 688          |                    |
| 1879  | Lance-Torpilles no 27           | Lance-Torpilles          | 31.8       | 44.05               | 420          | 18.338             |
| 1879  | Porte-Torpilles no 21           | Porte-Torpilles          | 27.3       | 30.14               | 498          | 19.42              |
| 1880  | Lance-Torpilles no 41           | Lance-Torpilles          | 27.3       | 33.15               | 360          | 19.31              |
| 1880  | Lance-Torpilles no 42           | Lance-Torpilles          | 27.3       | 33.18               | 360          | 19.881             |
| 1880  | Porte-Torpilles no 47           | Porte-Torpilles          | 27.3       | 31.5                | 388          | 18.593             |
| 1880  | Porte-Torpilles no 48           | Porte-Torpilles          | 27.3       | 31.5                | 388          | 19.71              |
| 1880  | Porte-Torpilles no 49           | Porte-Torpilles          | 27.3       | 31.5                | 388          | 19.778             |
| 1880  | SAGITTAIRE                      | Canonnière               | 45.5       | 453                 | 400          |                    |
| 1880  | CAPRICORNE                      | Canonnière               | 45.5       | 453                 | 400          |                    |
| 1881  | BASILIC                         | Aviso                    | 30         | 92.5                | 135          |                    |
| 1882  | Lance-Torpilles no 60           | Lance-Torpilles          | 33         | 42.9                | 429          | 20.62              |
| 1882  | Lance-Torpilles no 54           | Lance-Torpilles          | 28         | 35.69               | 459          | 19.638             |
| 1882  | Lance-Torpilles no 55           | Lance-Torpilles          | 28         | 35.69               | 459          | 19.84              |
| 1882  | ARDENT                          | Aviso                    | 30         | 92.5                | 135          |                    |
| 1882  | BRANDON                         | Aviso                    | 30         | 92.5                | 135          |                    |
| 1882  | LION                            | Canonnière               | 46.2       | 473                 | 420          |                    |
| 1882  | SCORPION                        | Canonnière               | 46.2       | 473                 | 420          |                    |
| 1883  | Lance-Torpilles no 62           | Lance-Torpilles          | 33         | 45.05               | 430          | 20.549             |
| 1883  | Lance-Torpilles no 63           | Lance-Torpilles          | 33         | 45.05               | 430          | 20.279             |
| 1883  | Lance-Torpilles no 64           | Lance-Torpilles          | 33         | 46.45               | 430          | 20.515             |
| 1884  | Lance-Torpilles no 61           | Lance-Torpilles          | 33         | 45.26               | 430          | 20.146             |
| 1884  | Torpilleur garde côtes no 65    | Torpilleur garde côtes   | 33         | 45.35               | 520          | 20.055             |
| 1884  | Torpilleur garde côtes no 66    | Torpilleur garde côtes   | 33         | 47.28               | 520          | 20.3               |
| 1884  | Torpilleur garde côtes no 68    | Torpilleur garde côtes   | 33         | 45.35               | 520          | 20.198             |
| 1884  | AUBE                            | Transport                | 63.7       | 1580                | 800          |                    |
| 1884  | EURE                            | Transport                | 63.7       | 1580                | 800          |                    |
| 1885  | Torpilleur garde côtes no 67    | Torpilleur garde côtes   | 33         | 47.28               | 520          | 20.12              |
| 1885  | Torpilleur garde côtes no 69    | Torpilleur garde côtes   | 33         | 46.08               | 520          | 20.092             |
| 1885  | Torpilleur garde côtes no 70    | Torpilleur garde côtes   | 33         | 46.89               | 520          | 20.115             |
| 1885  | Torpilleur garde côtes no 71    | Torpilleur garde côtes   | 33         | 45.35               | 520          | 20.949             |
| 1885  | Torpilleur garde côtes no 72    | Torpilleur garde côtes   | 33         | 45.35               | 520          | 20.596             |
| 1885  | Torpilleur garde côtes no 73    | Torpilleur garde côtes   | 33         | 45.35               | 520          | 20.752             |
| 1885  | Torpilleur garde côtes no 74    | Torpilleur garde côtes   | 33         | 46.08               | 520          | 20.395             |
| 1886  | BALNY                           | Torpilleur garde côtes   | 40.75      | 54.98               | 520          | 20.476             |
| 1886  | DEROULEDE                       | Torpilleur garde côtes   | 40.75      | 52.98               | 571          | 19.994             |
| 1886  | DOUDART DE LAGREE               | Torpilleur garde côtes   | 40.75      | 53.78               | 563          | 20.166             |
| 1886  | BENGALI                         | Aviso                    | 54.5       | 547                 | 400          |                    |
| 1889  | AVANT-GARDE                     | Torpilleur à 2 hélices   | 42         | 111.51              | 1050         | 20.975             |
| 1889  | Torpilleur de 1re Classe no 126 | Torpilleur de 1re Classe | 36         | 71.99               | 1040         | 21.087             |
| 1889  | Torpilleur de 1re Classe no 127 | Torpilleur de 1re Classe | 36         | 73.17               | 1040         | 20.695             |
| 1890  | Torpilleur à 2 hélices no 130   | Torpilleur à 2 hélices   | 34         | 52                  | 720          | 20.533             |
| 1890  | Torpilleur à 2 hélices no 131   | Torpilleur à 2 hélices   | 34         | 52.03               | 720          | 20.994             |
| 1890  | Torpilleur de 1re Classe no 128 | Torpilleur de 1re Classe | 36         | 71                  | 1040         | 20.975             |
| 1890  | Torpilleur de 1re Classe no 129 | Torpilleur de 1re Classe | 36         | 70.5                | 1040         | 21.282             |
| 1891  | Torpilleur à 2 hélices no 132   | Torpilleur à 2 hélices   | 34         | 52.64               | 720          | 20.721             |
| 1891  | Torpilleur à 2 hélices no 133   | Torpilleur à 2 hélices   | 34         | 51.64               | 720          | 20.688             |
| 1891  | Torpilleur à 2 hélices no 134   | Torpilleur à 2 hélices   | 34         | 51.73               | 720          | 21.216             |
| 1891  | Torpilleur à 2 hélices no 135   | Torpilleur à 2 hélices   | 34         | 52.1                | 720          | 21.392             |
| 1892  | Torpilleur à 2 hélices no 147   | Torpilleur à 2 hélices   | 36         | 73.3                | 1350         | 23.684             |
| 1892  | Torpilleur à 2 hélices no 148   | Torpilleur à 2 hélices   | 36         | 75.15               | 1350         | 23.394             |
| 1892  | Torpilleur à 2 hélices no 149   | Torpilleur à 2 hélices   | 36         | 75.75               | 1350         | 24.51              |
| 1892  | Torpilleur à 2 hélices no 152   | Torpilleur à 2 hélices   | 36         | 75.05               | 1350         | 23.722             |
| 1892  | DRAGON                          | Torpilleur à 2 hélices   | 42         | 118.79              | 1800         | 25.031             |
| 1893  | Torpilleur à 2 hélices no 145   | Torpilleur à 2 hélices   | 36         | 71.1                | 1350         | 24.161             |
| 1893  | Torpilleur à 2 hélices no 146   | Torpilleur à 2 hélices   | 36         | 71.96               | 1350         | 24.268             |
| 1893  | Torpilleur à 2 hélices no 153   | Torpilleur à 2 hélices   | 36         | 74.55               | 1350         | 23.768             |
| 1893  | Torpilleur à 2 hélices no 154   | Torpilleur à 2 hélices   | 42         | 74.55               | 1350         | 23.152             |
| 1893  | GRENADIER                       | Torpilleur à 2 hélices   | 42         | 119.29              | 1800         | 25.25              |
| 1893  | LANCIER                         | Torpilleur à 2 hélices   | 42         | 119.78              | 2220         | 25.794             |
| 1893  | ARCHER                          | Torpilleur à 2 hélices   | 42         | 111.51              | 1450         | 20.88              |
| 1893  | CHEVALIER                       | Torpilleur à 2 hélices   | 44         | 113.33              | 3270         | 27.22              |
| 1893  | Torpilleur de 1re Classe no 170 | Torpilleur de 1re Classe | 36         | 73.03               | 1350         | 23.858             |
| 1894  | Torpilleur de 1re Classe no 171 | Torpilleur de 1re Classe | 36         | 71.1                | 1350         | 24.378             |
| 1894  | Torpilleur de 1re Classe no 182 | Torpilleur de 1re Classe | 36         | 77.13               | 1710         | 23.971             |
| 1894  | Torpilleur de 1re Classe no 183 | Torpilleur de 1re Classe | 36         | 77.13               | 1710         | 24.591             |
| 1895  | FLIBUSTIER                      | Torpilleur à 2 hélices   | 42         | 123.34              | 2400         | 25.667             |
| 1895  | ARIEL                           | Torpilleur à 2 hélices   | 42         | 121.4               | 2220         | 25.87              |
| 1895  | FORBAN                          | Torpilleur à 2 hélices   | 44         | 124.55              | 3975         | 31.029             |
| 1895  | Torpilleur de 1re Classe no 184 | Torpilleur de 1re Classe | 36         | 77.88               | 1710         | 24.247             |
| 1895  | Torpilleur de 1re Classe no 185 | Torpilleur de 1re Classe | 36         | 78.74               | 1710         | 24.55              |
| 1895  | Torpilleur de 1re Classe no 186 | Torpilleur de 1re Classe | 36         | 77.13               | 1710         | 25.239             |
| 1895  | Torpilleur de 1re Classe no 187 | Torpilleur de 1re Classe | 36         | 75.19               | 1707         | 25.735             |
| 1895  | SURPRISE                        | Canonnière de station    | 56         | 627                 | 900          |                    |
| 1896  | AQUILON                         | Torpilleur à 2 hélices   | 42         | 120.71              | 2300         | 26.16              |
| 1897  | Torpilleur de 1re Classe no 201 | Torpilleur de 1re Classe | 37         | 83.76               | 1980         | 25.708             |
| 1897  | Torpilleur de 1re Classe no 202 | Torpilleur de 1re Classe | 37         | 83.76               | 1980         | 25.558             |
| 1897  | Torpilleur de 1re Classe no 203 | Torpilleur de 1re Classe | 37         | 83.76               | 1980         | 25.903             |
| 1897  | Torpilleur de 1re Classe no 204 | Torpilleur de 1re Classe | 37         | 83.79               | 1980         | 25.94              |
| 1897  | Torpilleur de 1re Classe no 205 | Torpilleur de 1re Classe | 37         | 83.76               | 1980         | 25.473             |
| 1898  | CYCLONE                         | Torpilleur à 2 hélices   | 45         | 141.63              | 3597         | 30.383             |
| 1899  | DURANDAL                        | Contre-Torpilleur        | 55         | 278.05              | 5325         | 27.414             |
| 1899  | HALLEBARDE                      | Contre-Torpilleur        | 55         | 280.48              | 5288         | 27.203             |
| 1899  | Torpilleur de 1re Classe no 212 | Torpilleur de 1re Classe | 37         | 86.24               | 1990         | 26.81              |
| 1899  | Torpilleur de 1re Classe no 213 | Torpilleur de 1re Classe | 37         | 86.24               | 1990         | 26.863             |
| 1900  | FAUCONNEAU                      | Contre-Torpilleur        | 56         | 277.56              | 5290         | 27.14              |
| 1900  | ESPINGOLE                       | Contre-Torpilleur        | 56         | 278.04              | 5290         | 27.25              |
| 1900  | Torpilleur de 1re Classe no 214 | Torpilleur de 1re Classe | 37         | 86.24               | 1990         | 26.9               |
| 1900  | Torpilleur de 1re Classe no 215 | Torpilleur de 1re Classe | 37         | 86.8                | 1990         | 27.07              |
| 1901  | SIROCCO                         | Torpilleur à 2 hélices   | 45         | 179                 | 4335         | 28.341             |
| 1901  | MISTRAL                         | Torpilleur à 2 hélices   | 45         | 182                 | 4258         | 28.113             |
| 1902  | BOURRASQUE                      | Torpilleur à 2 hélices   | 45         | 154.17              | 4505         | 31.53              |
| 1902  | RAFALE                          | Torpilleur à 2 hélices   | 45         | 158.68              | 4485         | 31.412             |
| 1903  | ARQUEBUSE                       | Contre-Torpilleur        | 56         | 302.77              | 7200         | 30.755             |
| 1903  | ARBALETE                        | Contre-Torpilleur        | 56         | 303.75              | 7200         | 31.374             |
| 1903  | Torpilleur de 1re Classe no 278 | Torpilleur de 1re Classe | 37         | 90.8                | 2070         | 26.513             |
| 1904  | Torpilleur de 1re Classe no 279 | Torpilleur de 1re Classe | 37         | 90.8                | 2070         | 26.552             |
| 1904  | Torpilleur de 1re Classe no 280 | Torpilleur de 1re Classe | 37         | 90.8                | 2070         | 27.039             |
| 1904  | Torpilleur de 1re Classe no 293 | Torpilleur de 1re Classe | 37         | 94.87               | 2070         | 26.205             |
| 1906  | CLAYMORE                        | Contre-Torpilleur        | 58         | 323.46              | 7200         | 30.356             |
| 1906  | Torpilleur de 1re Classe no 295 | Torpilleur de 1re Classe | 38         | 99.1                | 2270         | 26.343             |
| 1906  | Torpilleur de 1re Classe no 296 | Torpilleur de 1re Classe | 38         | 100.3               | 2370         | 26.363             |
| 1907  | Torpilleur de 1re Classe no 318 | Torpilleur de 1re Classe | 38         | 102.21              | 2239         | 25.792             |
| 1907  | Torpilleur de 1re Classe no 319 | Torpilleur de 1re Classe | 38         | 101.13              | 2351         | 26.464             |
| 1907  | Torpilleur de 1re Classe no 320 | Torpilleur de 1re Classe | 38         | 100.51              | 2224         | 26.458             |
| 1907  | Torpilleur de 1re Classe no 321 | Torpilleur de 1re Classe | 38         | 100.81              | 2201         | 26.38              |

### Réalisations pour les marines étrangères
| ANNEE | NOM         | CATEGORIE                | PAYS     | LONGUEUR M | TONNAGE déplacement | PUISSANCE CV | vitesse aux essais |
| 1883  | POTI        | Torpilleur à 1 hélice    | RUSSIE   | 38         | 67.03               | 520          | 18.507             |
| 1886  | BARCELO     | Torpilleur garde côtes   | Espagne  | 38         | 63.99               | 520          | 19.503             |
| 1886  | REVEL       | Torpilleur de haute mer  | RUSSIE   | 46.8       | 94.7                | 802          | 19.7               |
| 1886  | SWEABORG    | Torpilleur de haute mer  | RUSSIE   | 46.8       | 94.34               | 802          | 19.623             |
| 1891  | no 1        | Torpilleur à 1 hélice    | JAPON    | 36         | 75                  | 1350         |                    |
| 1892  | PERNOW      | Torpilleur à 2 hélices   | RUSSIE   | 42         | 118.42              | 1800         | 25.46              |
| 1894  | SESTRORETSK | Torpilleur à 1 hélice    | RUSSIE   | 36         | 77.88               | 1350         | 24.516             |
| 1898  | HAYABOUSSA  | Torpilleur de haute mer  | JAPON    | 45         | 141.63              | 3590         |                    |
| 1898  | no 2        | Torpilleur à 1 hélice    | JAPON    | 37         | 86.5                | 1350         |                    |
| 1898  | no 3        | Torpilleur à 1 hélice    | JAPON    | 37         | 86.5                | 1350         |                    |
| 1898  | SAO GABRIEL | Croiseur protégé         | PORTUGAL | 73.78      | 1771                | 4000         |                    |
| 1898  | SAO RAFAEL  | Croiseur protégé         | PORTUGAL | 73.78      | 1771                | 4000         |                    |
| 1899  | KASSASSOGI  | Torpilleur de haute mer  | JAPON    | 45         | 141.63              | 3590         |                    |
| 1899  | MANADZURU   | Torpilleur de haute mer  | JAPON    | 45         | 141.63              | 3590         |                    |
| 1900  | CHIDORI     | Torpilleur de haute mer  | JAPON    | 45         | 141.63              | 3590         |                    |
| 1901  | FORELL      | Contre-Torpilleur        | RUSSIE   | 56.6       | 293.77              | 5200         | 27.017             |
| 1901  | STERLIADE   | Contre-Torpilleur        | RUSSIE   | 56.6       | 294.01              | 5200         | 27.381             |
| 1905  | PLEJAD      | Torpilleur de 1re Classe | SUEDE    | 38         | 97.51               | 2300         | 26.17              |
| 1906  | LEWKY       | Contre-Torpilleur        | RUSSIE   | 56.6       | 312                 | 5500         | 27.601             |
| 1906  | LETOUTCHY   | Contre-Torpilleur        | RUSSIE   | 56.6       | 312                 | 5500         | 27.392             |
| 1906  | LIHOY       | Contre-Torpilleur        | RUSSIE   | 56.6       | 312                 | 5500         | 27.45              |